# Andrijin križ
Andrijin križ je naziv za križ poput slova X. Naziv je dobio po sv. Andriji kojega su na takav križ razapeli. Također se rabi kao naziv cestovnog signala, koji najavljuje križanje željezničke pruge i ceste.
Mjesto gdje se nalazi Andrijin križ označava mjesto obveznog zaustavljanja. Tek nakon provjere, kako je križanje slobodno, i nijedan vlak se ne približava, dozvoljeno je vrlo oprezno prijeći križanje. Ovaj signal vrijedi samo za cestovna vozila.

## Galerija
- Andrijin križ
- Mučeništvo sv. Andrije
- Zastava Škotske, Andrijin križ